# Duy Tây
Duy Tây (giản thể: 维西傈僳族自治县; phồn thể: 維西傈僳族自治縣; bính âm: Wéixī lìsùzú Zìzhìxiàn; Hán Việt: Duy Tây Lật Túc tộc tự trị huyện, tiếng Tạng: 'ba' lung li su'u rigs rang skyong rdzong) là một huyện tự trị của người Lật Túc tại châu tự trị dân tộc Tạng Dêqên, tỉnh Vân Nam, Trung Quốc.

## Hành chính
Huyện tự trị dân tộc Lật Túc Duy Tây được chia thành 10 đơn vị hành chính cấp hương, bao gồm 3 trấn và 7 hương.
- Trấn: Bảo Hòa (保和镇), Diệp Chi (叶枝镇), Tháp Thành (塔城镇)
- Hương: Vĩnh Xuân (永春乡), Phan Thiên Các (攀天阁乡), Tự Tế Tấn (自济讯乡), Khang Phổ (康普乡), Ba Địch (巴迪乡), Trung Lộ (中路乡), Duy Đăng (维登乡)